# 2021 LQ44
2021 LQ44 est un transneptunien faisant partie des cubewanos chauds, découvert en 2021 en cherchant une cible potentielle pour la sonde New Horizons.

## Caractéristiques
2021 LQ44 mesure environ 250 km de diamètre.